# Barragem de Almendra
O reservatório, a central e a barragem de Almendra (também conhecida como salto de Villarinho) são uma obra de engenharia hidroeléctrica construída no curso baixo do rio Tormes, na zona conhecida como as Arribas do Tormes, uma profunda depressão geográfica. A barragem está situada a 5 km do concelho de Almendra, na província de Salamanca, Castela e Leão.
Faz parte do sistema Saltos do Duero junto com as infraestruturas instaladas em Aldeiadávila, Castro, Ricobayo, Saucelle e Villalcampo.